# Lomas Verdes, Tezonapa
Lomas Verdes är en ort i Mexiko.   Den ligger i kommunen Tezonapa och delstaten Veracruz, i den sydöstra delen av landet, 260 km öster om huvudstaden Mexico City. Lomas Verdes ligger 1 095 meter över havet och antalet invånare är 293.
Terrängen runt Lomas Verdes är varierad. Lomas Verdes ligger uppe på en höjd. Runt Lomas Verdes är det ganska tätbefolkat, med 100 invånare per kvadratkilometer. Närmaste större samhälle är Motzorongo, 7,5 km nordost om Lomas Verdes. I omgivningarna runt Lomas Verdes växer i huvudsak städsegrön lövskog.